# Nicole Villan
Nicole Villan-Boyé, née Villan le 12 mars 1915 à Paris (8ème) et morte le 7 janvier 2008 à Neuilly-sur-Seine, est une skieuse alpine française. Elle réalise la meilleure performance féminine aux Championnats du monde de ski alpin d'avant-guerre avec une 6e place en descente en 1939 à Zakopane.

## Famille
Nicole Villan est la fille de Raymond Villan et de Alice Jouve. Elle épouse le 22 juillet 1939 à Bois-le-Roi Bernard Boyé avec qui elle aura trois enfants : Monique (1940-), Bernadette (1942-) et Christian (1948-).

## Biographie
En février 1939, elle participe aux Championnats du monde de ski alpin d'avant-guerre avec une 6e place en descente en 1939 à Zakopane puis en mars 1939 devient championne de France de descente et de combiné à Luchon. Elle épouse en 1939 Bernard Boyé et met fin à sa carrière sportive.

## Palmarès

### Championnats du monde
| Épreuve / Édition      | Descente | Slalom | Combiné |
| Mondiaux 1939 Zakopane | 6e       | 12e    | 10e     |